# 2021-es holland általános választás
A 2021-es holland általános választást 2021. március 17-én tartották. A Staten-Generaal alsóházának, a Képviselőháznak (Tweede Kamer) 150 képviselőjét választották.

## Háttér
A 2017-es általános választásokat öt évvel az azt megelőző után tartották. A választás a Néppárt a Szabadságért és Demokráciáért (VVD) győzelmével, a Szabadságpárt (PVV) és a Baloldali Zöldek (GL) erősödésével, illetve a Munkáspárt (PvdA) súlyos vereségével zárult. Továbbá két új párt is székekhez jutott az alsóházban: a bevándorlók érdekeit képviselő Denk, és a markánsan konzervatív Fórum a Demokráciáért (FvD). A Kereszténydemokrata Tömörulés (CDA) 6, a 66-os Demokraták (D66) 7, helyet nyert, míg a Szocialista Párt (SP) egyet veszített. A kisebb pártok, mint a Párt az Állatokért (PvdD), az 50PLUS, és a Keresztény Unió (CU) megőrizték a helyeiket. A VVD koalíciós tárgyalásokba kezdett a CDA, D66, és GL pártokkal, de utóbbival a migráció kérdésében nem tudtak megegyezni, ezért a CU-val kezdtek tárgyalásokba. A számos egyet nem értés ellenére végül 225 nappal a választások után, 2017. október 26-án felállt a koalíciós kormány, megszerezve a 76 fős többséget az alsóházban.
2021. január 15-én a harmadik Rutte-kormány lemondásra kényszerült, mivel napvilágra került, hogy 2012 és 2017 között (Lodewijk Asscher minisztersége alatt) több mint 20 ezer személyt (általában kettős állampolgárságú migránsokat) vádoltak meg alaptalanul a családtámogatásokkal való visszaéléssel, és az összeg kamatos visszafizetésére kötelezték őket. A kormány bukásával együtt a botrány fő felelőse, Asscher is lemondott a Munkáspárt éléről, és bejelentette, hogy nem lesz miniszterelnök-jelölt.

## Parlamenti pártok (2017–2021)
| Párt neve | Párt neve                                                                       | Ideológia                    | Listavezető         | 2017-es eredmény | 2017-es eredmény |
| Párt neve | Párt neve                                                                       | Ideológia                    | Listavezető         | Szavazatok (%)   | Mandátumok       |
| --------- | ------------------------------------------------------------------------------- | ---------------------------- | ------------------- | ---------------- | ---------------- |
| VVD       | Néppárt a Szabadságért és Demokráciáért Volkspartij voor Vrijheid en Democratie | Konzervatív liberalizmus     | Mark Rutte          | 21.3%            | 33 / 150         |
| PVV       | Szabadságpárt Partij voor de Vrijheid                                           | Jobboldali populizmus        | Geert Wilders       | 13.1%            | 20 / 150         |
| CDA       | Kereszténydemokrata Tömörülés Christen-Democratisch Appèl                       | Kereszténydemokrácia         | Wopke Hoekstra      | 12.4%            | 19 / 150         |
| D66       | 66-os Demokraták Democraten 66                                                  | Szociálliberalizmus          | Sigrid Kaag         | 12.2%            | 19 / 150         |
| GL        | Baloldali Zöldek GroenLinks                                                     | Zöldpolitika                 | Jesse Klaver        | 9.1%             | 14 / 150         |
| SP        | Szocialista Párt Socialistische Partij                                          | Demokratikus szocializmus    | Lilian Marijnissen  | 9.1%             | 14 / 150         |
| PvdA      | Munkáspárt Partij van de Arbeid                                                 | Szociáldemokrácia            | Lilianne Ploumen    | 5.7%             | 9 / 150          |
| CU        | Keresztény Unió ChristenUnie                                                    | Keresztényszocializmus       | Gert-Jan Segers     | 3.4%             | 5 / 150          |
| PvdD      | Párt az Állatokért Partij voor de Dieren                                        | Állatvédelem                 | Esther Ouwehand     | 3.2%             | 5 / 150          |
| 50+       | 50PLUS                                                                          | Nyugdíjaspolitika            | Liane den Haan      | 3.1%             | 3 / 150          |
| SGP       | Református Politikai Párt Staatkundig Gereformeerde Partij                      | Teokrácia                    | Kees van der Staaij | 2.1%             | 3 / 150          |
| DENK      | Denk                                                                            | Kisebbségvédelem             | Farid Azarkan       | 2.1%             | 3 / 150          |
| FvD       | Fórum a Demokráciáért Forum voor Democratie                                     | Nemzeti konzervativizmus     | Thierry Baudet      | 1.8%             | 2 / 150          |
| LHK       | Henk Krol Listája Lijst Henk Krol                                               | Progresszív konzervativizmus | Henk Krol           | Nem létezett     | 1 / 150          |

## A holland választási rendszer
A legfontosabb törvényhozó szerv az országban a kétkamarás parlament. Az első kamara, a Szenátus 75 tagját a 12 tartományi önkormányzat ötévente választja meg, az alsóház 150 képviselője pedig a választópolgárok közvetlen választása útján jut be a parlamentbe. A második kamara mandátumaiért összesen 37 párt versenyez,  bejutási küszöb nincs. A holland választásra jogosultak száma mintegy 13 millió.
A Képviselőház a Staten-Generaal, a holland parlament második kamarája, azaz alsóháza (hollandul Tweede Kamer, szó szerint "második kamara"). Az ország egyetlen választókerületet képez, ebben választják meg a képviselőház mind a 150 tagját, az arányos képviselet elve alapján. Ennek értelmében kizárólag pártlistákra lehet szavazni, aminek az élén a listavezető (lijsttrekker) van, aki rendszerint az adott párt elnöke vagy miniszterelnök-jelöltje szokott lenni.
A holland pártrendszer tulajdonképpen három hagyományos politikai ideológia (kereszténydemokrácia, liberalizmus, szociáldemokrácia) mentén körvonalazódott, lévén az elmúlt 100 évben mindegyik holland kormány e három eszme valamelyikét képviselte.
A Covid19-pandémia miatt a hivatalos szavazás már két nappal március 17-e előtt megkezdődött. Ennek célja, hogy a szavazóhelyiségekben minél kevesebb ember gyűljön össze. A 70 évnél idősebb szavazópolgárok levélben is voksolhattak.

## Eredmények
A Képviselőházba összesen 17 párt jutott be, ami rekordnak számít. A választás egyértelműen a jobboldal erősödését, és a baloldal vereségét hozta. A részvétel 78.7%-os volt.
| Párt     | Párt                                    | Szavazatok száma | Szavazatok %-ban | Elnyert mandátumok | +/–     |
| -------- | --------------------------------------- | ---------------- | ---------------- | ------------------ | ------- |
|          | Néppárt a Szabadságért és Demokráciáért | 2,276,514        | 21.87            | 34 / 150           | +1      |
|          | 66-os Demokraták                        | 1,562,718        | 15.01            | 24 / 150           | +5      |
|          | Szabadságpárt                           | 1,125,022        | 10.81            | 17 / 150           | −3      |
|          | Kereszténydemokrata Tömörülés           | 989,385          | 9.50             | 15 / 150           | −4      |
|          | Szocialista Párt                        | 623,436          | 5.99             | 9 / 150            | −5      |
|          | Munkáspárt                              | 595,799          | 5.72             | 9 / 150            | 0       |
|          | Baloldali Zöldek                        | 537,584          | 5.16             | 8 / 150            | −6      |
|          | Fórum a Demokráciáért                   | 521,102          | 5.01             | 8 / 150            | +6      |
|          | Párt az Állatokért                      | 398,849          | 3.83             | 6 / 150            | +1      |
|          | Keresztény Unió                         | 350,523          | 3.37             | 5 / 150            | 0       |
|          | Volt Europa                             | 251,634          | 2.42             | 3 / 150            | Új párt |
|          | JA21                                    | 245,859          | 2.36             | 3 / 150            | Új párt |
|          | Református Politikai Párt               | 215,354          | 2.07             | 3 / 150            | 0       |
|          | Denk                                    | 211,053          | 2.03             | 3 / 150            | 0       |
|          | 50PLUS                                  | 106,658          | 1.02             | 1 / 150            | −3      |
|          | Farmerek és Polgárok mozgalma           | 103,868          | 1.00             | 1 / 150            | Új párt |
|          | BIJ1                                    | 87,635           | 0.84             | 1 / 150            | Új párt |
| Összesen | 17                                      | 10,410,630       | 100              | 150                | -       |

## Fordítás
- Ez a szócikk részben vagy egészben  a   Tweede Kamerverkiezingen 2021 című holland Wikipédia-szócikk ezen változatának fordításán alapul.  Az eredeti cikk szerkesztőit annak laptörténete sorolja fel. Ez a jelzés csupán a megfogalmazás eredetét és a szerzői jogokat jelzi, nem szolgál a cikkben szereplő információk forrásmegjelöléseként.